# Chen Zaidao

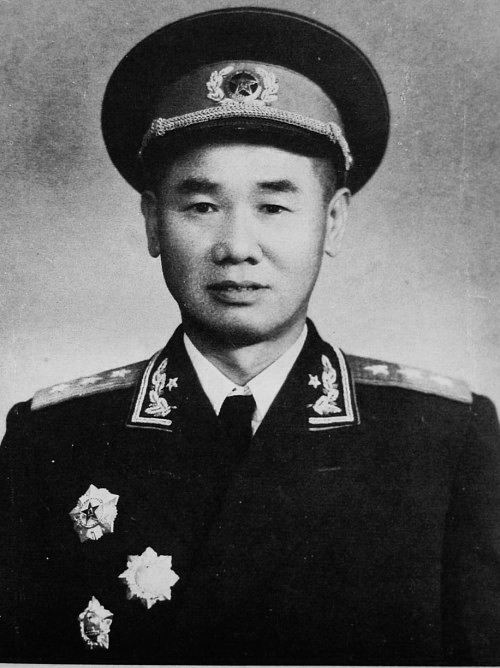
General Chen Zaidao (1955)

Chen Zaidao (chinesisch 陈再道, Pinyin Chén Zàidào; * 24. Januar 1909 in Macheng, Hubei; † 6. April 1993) war ein chinesischer General der Volksbefreiungsarmee und Politiker der Kommunistischen Partei Chinas (KPCh). Er war zwischen 1955 und 1967 Kommandeur der Militärregion Wuhan und wurde als solcher aufgrund des Wuhan-Vorfalls entlassen. Später wurde er rehabilitiert und fungierte zuletzt von 1983 bis 1988 als Vize-Vorsitzender der Politischen Konsultativkonferenz des chinesischen Volkes.

## Leben
Chen Zaidao stammte aus einer armen Bauernfamilie und nahm bereits früh für die Studenten- und Bauernbewegung an revolutionären Kämpfen teil wie zum Beispiel an dem Herbsternte-Aufstand 1927 unter Führung von Mao Zedong. An der Seite von späteren Generalen wie Qin Yiwei und Xu Shiyou kämpfte er im Chinesischen Bürgerkrieg. 1928 wurde er Mitglied der Kommunistischen Partei Chinas (KPCh) und gehörte im Oktober 1934 zu den Teilnehmenden am Langen Marsch. Während des 1937 begonnenen Zweiten Japanisch-Chinesischen Krieges gehörte er zur 8. Marscharmee und kämpfte im weiteren Kriegsverlauf mit dem späteren General Song Renqiong zwischen dem 20. August und dem 5. Dezember 1940 in Zentralchina in der Hundert-Regimenter-Offensive, eine großangelegte Kampagne der chinesischen Roten Armee gegen die japanische Armee. Später nahm er im Bürgerkrieg mit der 8. Marscharmee im Sommer 1947 an den Kämpfen im Dabie-Gebirge sowie vom 6. November 1948 bis zum 10. Januar 1949 in der Huaihai-Offensive gegen die Truppen der Kuomintang teil. Im März 1949 wurde er Kommandeur der Militärregion Henan und bekleidete diesen Posten auch nach Gründung der Volksrepublik China am 1. Oktober 1949 weiter bis März 1955, woraufhin General Bi Zhanyun seine Nachfolge antrat.
1955 erfolgte seine Beförderung zum General. Chen selbst wurde daraufhin im Mai 1955 Kommandeur der Militärregion Wuhan. In seiner dortigen Dienstzeit kam es während der Kulturrevolution am 20. Juli 1967 zum sogenannten „Wuhan-Vorfall“, bei dem ungefähr 1000 Menschen ums Leben kamen. Obwohl die Gruppe Kulturrevolution Gewaltanwendung verboten hatte, wurde die Stadt Wuhan im Juli 1967 Schauplatz der bewaffneten Auseinandersetzungen zweiter großer rivalisierender Rebellengruppen: der „Millionen Helden“ und der „Generalhauptquartiere der Arbeiter von Wuhan“ (Wuhan Workers’ General Headquarters). Die letztgenannte Gruppe, die 400.000 Personen stark war, wurde von den „Millionen Helden“ belagert. Diese wurden von Chen Zaidao mit Waffen und Soldaten unterstützt. Ministerpräsident Zhou Enlai befahl Chen, die Belagerung aufzugeben, und als Chen dies ignorierte, wurden der stellvertretende Leiter der ZK-Abteilung für internationale Beziehungen Wang Li und der Minister für öffentliche Sicherheit Xie Fuzhi nach Wuhan entsandt, um die Krise beizulegen. Sie befahlen der Volksbefreiungsarmee am 19. Juli, nicht mehr die „Millionen Helden“, sondern die „Generalhauptquartiere“ zu unterstützen. Der Versuch scheiterte: Xie wurde von der Volksbefreiungsarmee am nächsten Morgen verhaftet, und Wang wurde von den „Millionen Helden“ gekidnappt und misshandelt. Zhou entsandte mit drei Infanteriedivisionen, Kanonenbooten und einer Luftlandetruppe weitere Einheiten der Volksbefreiungsarmee nach Wuhan, die Chen schließlich zur Aufgabe zwangen. Xie und Wang kehrten nach ihrer Befreiung als Helden nach Peking zurück. Daraufhin wurde er als Kommandeur der Militärregion Wuhan von General Zeng Siyu abgelöst und aus der Volksbefreiungsarmee entlassen.
Nach dem Vorfall um Marschall Lin Biao, der am 13. September 1971 bei einem Flugzeugabsturz ums Leben kam, nachdem er nach offizieller Darstellung einen Staatsstreich geplant hatte, wurde Chen Zaidao 1972 rehabilitiert. Er wurde daraufhin stellvertretender Kommandeur der Militärregion Fuzhou. Im September 1977 löste er General Wu Kehua als Kommandeur des Eisenbahnkorps der Volksbefreiungsarmee ab und behielt diesen Posten bis Januar 1983. Er war Mitglied des Nationalen Volkskongresses sowie von 1978 bis 1983 Mitglied des Ständigen Ausschusses des Nationalen Volkskongresses. Er fungierte zuletzt von 1983 bis 1988 als Vize-Vorsitzender der Politischen Konsultativkonferenz des chinesischen Volkes.
Im Frühjahr 1989 gehörte Chen Zaidao neben Ye Fei, Zhang Aiping, Yang Dezhi, Xiao Ke, Song Shi-Lun und Li Jukui zu einer Gruppe von sechs ehemaligen Generalen, die in einem Brief vom 21. Mai 1989 die Regierung aufforderten, dass die Volksbefreiungsarmee nicht gegen die studentische Protestbewegung auf dem Tian’anmen-Platz vorgehen sollte und eine friedliche Lösung forderten:
„Aufgrund der dringenden Umstände stellen wir als alte Soldaten folgende Bitte: Da die Volksarmee dem Volk gehört, kann sie nicht gegen das Volk vorgehen, geschweige denn das Volk töten und darf nicht auf das Volk schießen und kein Blutvergießen verursachen. Um eine Eskalation der Situation zu verhindern, darf die Armee die Stadt nicht betreten.“